# Согабэ, Кётаро
Кётаро Согабэ (яп. 曽我部京太郎; 3 июля 2001, Эхиме, Япония) — японский борец греко-римского стиля, призёр чемпионата Азии.

## Карьера
В октябре 2022 года в испанском городе Понтеведра, победив в малом финале Саака Оганесяна из Армении, стал бронзовым призёром чемпионата мира среди спортсменов до 23 лет. 10 апреля 2023 года в Астане дошёл до финала чемпионата Азии, в котором уступил Аброру Атабаеву из Узбекистана. В сентябре 2023 года на чемпионате мира в Белграде в 1/16 финала одолел шведа Никласа Олена, а в 1/8 финала проиграл иранцу Мохаммаду Резе Гераеи, заняв итоговое 13 место. 21 апреля 2024 года в Бишкеке на азиатском квалификационном турнире добыл лицензию на Олимпийские игры в Париже.

## Достижения
- Чемпионат мира по борьбе среди спортсменов до 23 лет 2022 — ;
- Чемпионат Азии по борьбе 2023 — ;
- Чемпионат мира по борьбе 2023 — 13;